# Der Verteidiger hat das Wort
Der Verteidiger hat das Wort ist ein 1943 entstandener deutscher Kriminal- und Justizfilm von Werner Klingler mit Heinrich George in der Titelrolle und Rudolf Fernau als sein des Mordes beschuldigter Mandant.

## Handlung
Der Justizrat Jordan ist ein äußerst angesehener Jurist. Wenn er einen Fall als Strafverteidiger annimmt, dann nur unter der Prämisse, dass er fest an die Unschuld seines Mandanten glaubt. Dann aber verbeißt er sich regelrecht in das Mandat und kämpft ohne Unterlass um die Unschuld des Beklagten. Jordan glaubt, einen schönen Abend vor sich zu haben, denn es soll die anstehende Vermählung seiner einzigen Tochter Gisela mit dem Juwelier Günther Fabian gefeiert werden. Die private Zusammenkunft wird jäh gestört, als zwei Kriminalbeamte erscheinen und Fabian unter dem Verdacht, seine frühere Ehefrau Maria genannt „Ria“ Nora, eine Tänzerin, ermordet zu haben, festnehmen wollen. Während Gisela selbstverständlich an die Unschuld ihres zukünftigen Gatten glaubt, kommen bei dem Verteidiger-Vater anfänglich Zweifel auf. Jordan und Fabian waren am vorhergehenden Abend zum Junggesellenabschied gemeinsam in der Bar „Excelsior“, wo Ria auftrat. Günther hatte seinem Schwiegervater in spe jedoch nichts darüber gesagt, dass die Tänzerin seine Ex ist. Ebenfalls nicht gerade vertrauenserweckend erscheint dem Staranwalt de Tatsache, dass er Ria noch am heutigen Vormittag in Günthers Juweliergeschäft sah. Und um dem Ganzen die Krone aufzusetzen, gibt es auch noch Zeugen, die kurz vor der Entdeckung von Rias Leichnam durch den Kapellmeister Jack Gillmore in ihrer Garderobe sahen, wie Günther ihren Raum betrat und wenig später wieder rasch verließ.
Seiner Tochter zuliebe lässt sich der Justizrat auf ein Gespräch mit dem Mordverdächtigen ein. Fabian erklärt ihm, dass er Ria 3000 Mark angeboten habe, sollte sie aus seinem Leben verschwinden und ihn und seine Zukünftige nicht länger behelligen. Ria habe eingewilligt. Als ihr lebloser Körper entdeckt wurde, waren jedoch die 3000 Mark spurlos verschwunden. Nach dieser Unterredung ist Rechtsanwalt Jordan von Fabians Unschuld überzeugt. Entlastungsmaterial ist nicht vorhanden, und so macht sich Jordan auf, auf eigene Faust Nachforschungen zu betreiben. Nach mühseliger Kleinstarbeit ist er davon überzeugt, wie sich die Tat ereignet haben muss, und stellt vor Gericht die Indizien zusammen. In der Rekonstruktion des Mordes stellen sich die Ereignisse wie folgt dar: Der Täter stieg über das Garderobenfenster ein, wobei ein darunter geparkter Lkw Einstiegshilfe gab. Der Täter ermordete Ria und stieg über das Fenster wieder hinab. Da das Garderobenfenster jedoch bei Öffnung der Garderobe verschlossen aufgefunden wurde, kann es nur durch den Windzug zugestoßen worden sein, der durch das Öffnen der Tür seitens Gillmores entstand. Der einzige, der als Täter infrage kommt, ist der Inspizient Hans-Joachim Schmidt, der große Wettschulden hat. Er hatte von einem gegenüberliegenden Fenster gesehen, wie Fabian seiner Ex-Frau das Geldbündel überreichte. Als der Mörder in die Garderobe einstieg, wurde er von Ria überrascht. Um sie als Zeugin loszuwerden, tötete Schmidt Ria. Nun, wo der Fall aufgeklärt ist, steht einem zukünftigen Eheglück Giselas mit Günther nichts mehr im Wege.

## Produktionsnotizen
Die Dreharbeiten zu Der Verteidiger hat das Wort begannen am 15. Februar 1943 und endeten am 19. April desselben Jahres. Der Film wurde am 6. April 1944 in zwei Berliner Kinos uraufgeführt.
Die Produktionskosten beliefen sich auf etwa 1.074.000 RM. Der Film erhielt das staatliche Prädikat „künstlerisch wertvoll“.
Produzent und Hauptdarsteller George übernahm auch die künstlerische Oberleitung des Films. Conrad Flockner war Produktionsleiter. Fritz Maurischat und Fritz Lück gestalteten die Filmbauten. Oskar Haarbrandt zeichnete für den Ton verantwortlich.

## Rezeption und Kritiken
Boguslaw Drewniak verwies darauf, dass die deutschen Kriminal- und Justizfilme dieser Zeit in vorhergehender Absprache mit dem Justizministerium gestaltet werden sollten. Demzufolge mussten die Drehbücher vor Beginn der Drehs dem Pressereferenten des Ministeriums zur Begutachtung vorgelegt werden. Dabei ging es nicht nur um die Beseitigung etwaiger Fehler in der Darstellung juristischer Gepflogenheiten und Abläufe. „Es ging auch um die Förderung von Themen, in denen die NS-Justiz stärker als bisher in Erscheinung treten sollte. Was die Kriminalfilme betrifft, geschah das erst in ‚Der Verteidiger hat das Wort‘.“
Im Lexikon des Internationalen Films heißt es: „Nach herkömmlichem Rezept konstruierter Kriminalfilm, psychologisch streckenweise unglaubwürdig, doch fesselnd durch die hervorragende Darstellung von Heinrich George in der Titelrolle.“